# Limonia prolixisetosa
Limonia prolixisetosa là một loài ruồi trong họ Limoniidae. Chúng phân bố ở miền Australasia.